# IQ (гурт)
IQ («Ай К'ю») — британський рок-гурт напрямку неопрогресивний рок. Гурт заснував у 1981 р. Майк Голмс (Mike Holmes) після розпаду гурту The Lens (1976 — 1981 рр.), з якого він розпочав свою творчу діяльність. Хоча гурт ніколи не досяг справжнього комерційного успіху, але, принаймні, у IQ протягом років вибудувався ряд вірних прихильників і гурт є доволі активним і дотепер. Бас-гітарист Джон Джовітт (John Jowitt) та екс-клавішник Мартін Орфорд (Martin Orford) також були учасниками гурту Jadis.
IQ був одним з нечисельних британських гуртів, що виникли на початку 1980-х років, включаючи такі, як Marillion, Pendragon, Twelfth Night, LaHost та Pallas, що продовжили розвиток стилю прогресивний рок, який був закинутий деякими гуртами 1970-х, котрі вдалися до змішування або зміни власних музичних стилів (наприклад, Genesis, ELP, Yes). Музична преса тоді вигадала поняття «неопрогресив», щоб описати діяльність таких гуртів, часто звинувачуючи їх в простому копіюванні стилів гуртів на кшталт Genesis чи Yes. Ці звинувачення були енергійно відхилені гуртом IQ, який претендував на широкий діапазон та еклектичний вибір музичних стилів.

## Історія гурту
У 1982 р. до складу гурту увійшли Пітер Нікколлс (вокал), Майкл Голмс (гітара), Мартін Орфорд (клавішні), Пол Кук (барабани) та Тім Есау (бас-гітара). Вокаліст гурту Пітер Нікколлс залишив колектив у 1984 р. і сформував надалі новий гурт Niadem's Ghost. Його замінив Пол Менел, але у 1990 р. Нікколлс повернувся. Нікколлс також створив дизайн до більшості альбомів гурту, в яких він є учасником. На початку 2005 р. Пол Кук залишив гурт, а на його місце був запрошений інший барабанщик — Енді Едвардс. В липні 2007 р. Мартін Орфорд проголосив про свій вихід з IQ, його замінив Марк Вестворт. Незважаючи на свій вихід, Орфорд продовжує використовувати лейбл гурту GEP і взагалі, досі залишається тісно пов'язаним з гуртом.
В жовтні 2010 р. Марк Вестворт проголосив про наміри залишити гурт і з січня 2011 р. його замінив новий клавішник Ніл Дюрант (Neil Durant). Так само відбулася заміна басиста. Починаючи з січня 2011 р. замість Джона Джовітта до гурту повернувся попередній бас-гітарист Тім Есау.
Музичний стиль гурту, зокрема на початку своєї кар'єри, нагадує Genesis часів Пітера Ґебріела та Стіва Геккетта через постійну схожість вокалів Ґебріела та Нікколсла, а також завдяки грандіозній грі клавішника Мартіна Орфорда. Звичайно, роль гітариста Майка Голмса і досі вважають дуже визначною, і саме він надав стилю гурту в музичному сенсі більш важкого характеру. Після виходу Нікколлса стиль гурту став все більш комерціалізованим та сприятливим для радіо на альбомах «Nomzamo» (1987) та «Are You Sitting Comfortably?» (1989), хоча і надалі кожен альбом містив деякі прогресивні рок-треки. Після повернення Нікколлса, починаючи з альбому «Ever», гурт знову повернувся до свого коріння прогресивного року, з довготривалими треками, що включають в себе складні аранжування та комплексні музичні форми.

## Учасники

### Сучасний склад гурту
- Майкл Голмс (Michael Holmes) — гітара
- Пол Кук (Paul Cook) — перкусія (1980—2004 рр., з 2009 р. дотепер.)
- Пітер Нікколлс (Peter Nicholls) — вокал (1980—1985 рр., з 1992 р. дотепер.)
- Тім Есау (Tim Esau) — бас-гітара (1981—1990 рр., з 2011 р. дотепер.)
- Ніл Дюрант (Neil Durant) — клавішні (з 2011 р. дотепер.)

### Колишні учасники
- Енді Едвардс (Andy Edwards) — перкусія (2004—2008 р.)
- Пол Менел (Paul Menel) — вокал (1985—1989 рр.)
- Мартін Орфорд (Martin Orford) — клавішні (1980—2007 рр.)
- Марк Рідаут (Mark Ridout) — барабани (1981—1982 рр.)
- Лес Маршалл (Les 'Ledge' Marshall) — бас-гітара (1990 р.)
- Джон Джовітт (John Jowitt) — бас-гітара (1991—2011 р.)
- Марк Вестворт (Mark Westworth) — клавішні (2008—2010 р.)

## Дискографія

### Альбоми
- Seven Stories into Eight (1982)
- Tales from the Lush Attic (1983)
- The Wake (1985)
- Nomzamo (1987)
- Are you Sitting Comfortably? (1989)
- Ever (1993)
- Subterranea (1997)
- The Seventh House (2000)
- Dark Matter (2004)
- Frequency (2009)
- The Road of Bones (2014)
- Resistance (2019)
- Dominion (2025)

### Живі альбоми
- Living Proof (1986)
- J'ai Pollette D'arnu (1990)
- Forever Live (1993)
- Subterranea: The Concert (2000)
- The Archive Collection: IQ20 (2003)
- The Wake in Concert (2010)
- The Road of Bones (Live 2CD) (2015)
- A Show of Resistance (2020)
- IQ40 - Forty Years of Prog Nonsense (2 CD) (2022)
- The IQ Weekender 2024 (4 CD) (2024)

### Збірки
- Nine in a Pond is Here (1987)
- Seven Stories into Ninety Eight (1998)
- The Lost Attic (1999)
- Frequency Tour (2008)

### Відео / DVD
- Forever Live (1996)
- Subterranea: The Concert (2000, VHS)
- Subterranea: The Concert (2002, DVD)
- IQ20: The 20th Anniversary Show (2004)
- Live From London (2005)
- IQ Stage (2006)
- Forever Live (2007)
- Live in Zoetermeer, Holland, 2007 (2009)
- The Wake in Concert (2010)